# Сквира (річка)
Сквира, Сквирівка — річка в Україні, протікає територією Кагарлицького та Обухівського районів Київської області, права притока Дніпра. «Сквира» означає тріщина, ущелина, улоговина. І справді, річка весь час протікає у ярі та глибоких улоговинах[джерело?]. В. Цимбалюк у своїй розвідці "Звідки пішля назва Сквира?" зазначає, що "Сквира — «та, що проймає підвищений або кам’яний  ґрунт». Саме така особливість місцевості у гирлі річки, адже Сквирка немовби розрізає підвищену скелясту місцевість, щоб вийти до низької заплави Росі."
Річка бере початок у невеликій улоговині, за 1,5 км на північ від села Стрітівка, поруч із колишнім свинокомплексом. За 500 м від витоку на річці знаходиться озеро. За 3,5 км від витоку річка приймає першу з трьох приток — безіменний струмок, далі на річці влаштовано ставок, у якому річка приймає другу притоку. Ставок утворено греблею, у якій влаштовано водозлив, яким річка виходить зі ставка.
Річка тече спочатку на північ, далі починає відхилятися на північний захід, а південніше Халеп'я знову змінює напрям на північний.
Змінивши вдруге напрям на північний, річка останні 4 км течії протікає вздовж східного краю села Халеп'я. У межах села річка приймає останні дві притоки — безіменні ліву та праву. Опісля річку перетинає автошлях Р19, над річкою влаштовано залізобетонний автомобільний міст. За 1,3 км річка Сквира впадає у Дніпро (Канівське водосховище).
Притоки: Приставка (права).